# Ove Høegh-Guldberg
Ne doit pas être confondu avec Ove Guldberg.
Ove Høegh-Guldberg, de son nom de naissance Guldberg - Høegh étant le nom de son père (1er septembre 1731 – 8 février 1808) -, est un homme d'État danois, historien et premier ministre du Danemark de 1772 à 1784.

## Biographie

### L'enfance à Horsens
Ove Guldberg naquit dans un milieu modeste à Horsens, sur la côte orientale du Jutland, où son père Jørgen Høegh était commerçant et, accessoirement, entrepreneur de pompes funèbres. Sa mère, Helen Dorthea, née Guldberg, était issue d'une famille de petits négociants. Le ménage n'ayant guère de ressources, le jeune Ove dut souvent aller prendre ses repas chez des voisins mieux nantis.

### Les années d'études
Le jeune Guldberg ne parvint à entamer des études que grâce à un oncle maternel, Dines Guldberg, dont il adopta le patronyme et qui était pasteur dans le village de Gylling, à une vingtaine de kilomètres à l'est de Horsens. Durant ses années universitaires, il dut, pour subsister, trouver un emploi de précepteur en dehors de Copenhague, dans le Jutland, pendant qu'il préparait son examen d'habilitation en théologie (embedseksamen). Après l'avoir obtenu, en 1754, il s'intéressa à diverses autres branches du savoir, sans délaisser pour autant les questions théologiques: c'est ainsi qu'en 1760, il publia une Biographie d'un sceptique converti (En omvendt tvivlers levnedsbeskrivelse), récit à trame autobiographique où il raconte la conversion d'un déiste au christianisme rationaliste.

### Le professeur à Sorø
Intellectuel prometteur, Guldberg fut recruté en 1761 aux fonctions de professeur d'éloquence par l'Académie de Sorø, à l'ouest de Copenhague, qui était l'un des plus prestigieux établissements d'enseignement de l'époque. Cette même année, il fit paraître des Réflexions sur Milton et la poésie dite religieuse (Tanker om Milton og den såkaldte religiøse Poesi), qui témoignent de sa sensibilité artistique, tout comme sa participation à la fondation de la Société pour l'avancement des beaux-arts, laquelle lui décerna un prix pour sa dissertation, parue toujours en 1761, sur une question qu'elle avait mise au concours: "Quand une émulation s'instaure entre personnes éclairées, quelle en est l'influence sur les beaux-arts?". Durant sa carrière d'enseignant comme dans le reste de son existence, il s'intéressa cependant avant tout à la théologie et aux sciences historiques. Il témoigna notamment de son goût pour l'histoire antique en publiant, en 1763, une traduction danoise du Panégyrique de Trajan par Pline le Jeune, qu'il fit précéder d'une introduction aux institutions romaines.

### Le précepteur et secrétaire particulier du prince héréditaire
Son activité à l'académie de Sorø devait cependant prendre fin dès 1764, lorsqu'il fut appelé à être le précepteur de Frédéric (1753-1805), le fils du roi Frédéric V et de sa seconde épouse, Juliane Marie de Brunswick-Wolfenbüttel, qui devint "prince héréditaire" (arveprins), c'est-à-dire héritier présomptif du trône en l'absence de descendant direct du souverain régnant, en l'occurrence son demi-frère Christian VII, monté sur le trône en 1766.
Dans le domaine religieux, Guldberg rédigea, pour les besoins de son préceptorat, un opuscule sur La religion naturelle, introduction à la Révélation (Den naturlige religion som en indledning til den åbenbarede, (1765). En outre il consacra une partie des loisirs que lui ménageait son poste à la rédaction d'une "Histoire universelle" (Verdens Historie) qui parut en deux tomes et trois volumes (1768-1772). L'ouvrage est resté inachevé: après avoir retracé l'histoire des Hébreux, il n'aborde celle des Grecs que jusqu'à la fin de la guerre du Péloponnèse. Rédigée dans un style qui sait se faire vif et vigoureux, l'œuvre pèche cependant par manque d'esprit critique et les forts a priori religieux dont elle est empreinte ; aussi ne présente-t-elle guère plus d'intérêt que pour les historiens de la littérature.
Si le prince ne s'avéra pas un élève très doué, il n'en retint pas moins son professeur à son service pour exercer, à partir de 1771, les fonctions de secrétaire privé.

### L'opposant au régime de Struensee
Médecin du roi Christian VII et amant de la reine Caroline-Mathilde, l'Allemand Johann Friedrich Struensee s'était ainsi frayé un chemin vers le sommet de l'État. À partir de 1770, il exerça un contrôle total sur le monarque, dont il signait les actes. Il eut alors le champ libre pour réformer la société danoise à marche forcée, selon son interprétation personnelle des idées des Lumières.
Une de ces réformes consista à ne plus embaucher, pour pourvoir les postes administratifs, que des agents dotés des qualifications requises pour les postes à pourvoir. Or, c'est d'Allemagne que provenaient très majoritairement les candidats présentant le profil ad hoc. Du reste, cette tradition germanophile était plus ancienne: elle faisait partie intégrante de l'équilibre des forces en présence depuis l'instauration de l'absolutisme dans le pays, à dater de laquelle les souverains préférèrent souvent conférer des responsabilités à des aristocrates allemands plutôt qu'à des représentants de la noblesse danoise de souche. En réaction, une opposition se développa notamment dans l'élément national et danois. De tempérament conservateur et grand défenseur de la culture danoise face à l'influence allemande, Guldberg intégra tout naturellement les rangs de ces opposants aux réformes de Struensee.
Cette hostilité prit tout d'abord une forme pamphlétaire, quand il intervint dans le débat public bouillonnant, concernant en particulier les questions économiques et financières, qui avait pris corps lorsque Struensee avait aboli la censure. Comme la plupart des autres auteurs de cette période dite "de la liberté de la presse", il participa à cette effervescence sous le couvert d'un pseudonyme, en l'occurrence celui de "Philodanus" ("l'ami des Danois").
Première contribution à ces controverses, l'Examen des observations de Philopatreias (Undersøgelse, af Philopatreiases Anmærkninger), parut en deux livraisons, en 1770 et 1771; le théologien conservateur y passait en revue et réfutait sur le fond les arguments d'un libelle de Philopatreias, l'"ami de la patrie", alias Jakob Christian Bie, qui militait essentiellement pour une réduction des traitements versés aux ecclésiastiques tout en distillant attaques personnelles et accusations non étayées.
Dans la même veine, Guldberg-Philodanus publia en 1771 un petit conte, intitulé Azan, ou le prince libéré des dette (Azan, eller den fra Gield udfriede Fyrste), qui peut être considéré comme le tableau de l'État idéal tel qu'il le concevait. Souverain d'une Cappadoce utopienne, le prince Azan a divisé sa capitale en douze quartiers, qui sont placés chacun sous le contrôle d'un surveillant général et se subdivisent en groupes d'une vingtaine de ménages, confiés à la tutelle de surveillants. de base Ces derniers doivent avoir l'œil sur les habitants et s'assurer qu'ils se conduisent correctement. jusque dans le moindre détail, qu'il s'agisse de gérer judicieusement leur patrimoine, de bien élever leurs enfants ou d'éviter que leurs filles ne tombent dans les griffes de séducteurs. L'ouvrage témoigne de l'orientation très autoritaire et conservatrice que la pensée de Guldberg avait prise d'emblée, l'État étant censé avoir un rôle à jouer dans toute activité entreprise par les citoyens. D'autre part, ces contrôleurs ont également pour mission de veiller à ce que les vieillards, les malades et les orphelins ne soient pas négligés et bénéficient d'un soutien, alors que dans la mentalité de l'époque, l'État n'était nullement tenu de dipenser pareille assistance. L'intérêt de ces écrits économiques de Guldberg tient surtout à l'éclairage qu'ils apportent sur la politique que Guldberg devait adopter une fois parvenu à la tête de l'État. Pour le reste, ils furent sérieusement critiqués par l'économiste libéral Christian Martfelt qui estimait notamment qu'ils ne contenaient "rien d'autre que ce que tout bon citoyen se doit savoir s'il ne veut pas passer pour tout à fait inculte s'agissant de l'économie et du négoce du pays". Ces années n'en furent pas moins importantes pour sa carrière en ce qu'elles conférèrent à érudit qu'il était alors la stature d'un futur homme d'État. Sur le plan de la conception de l'existence comme des principes, le contraste entre le théologien danois conservateur et le médecin allemand progressiste était on ne peut plus brutal. Pour reprendre ses propres termes, Guldberg jugeait que "la patrie, ballotée par la coterie furieuse de Struensee, menaçait à tout moment de sombrer".
Son ressentiment s'accrut encore des humiliations infligées par Struensee à la reine douairière et au prince héréditaire, par exemple lorsqu'au théâtre, il fut évincé de la loge royale. Aussi Guldberg était-il pleinement convaincu qu'en prenant part à la conspiration contre l'Allemand, il ne faisait que son devoir. Dans le coup d'État qui aboutit, en janvier 1772, à son arrestation, il joua un rôle de premier plan en assurant la communication entre la reine douairière et les militaires auteurs du putsch. Dans la nuit du 16 au 17 janvier 1772, c'est lui qui, avec la reine douairière et le prince héréditaire Frédéric, pénétrèrent dans la chambre du roi et s'assurèrent de sa personne pendant que les autres conjurés procédaient à l'arrestation de Struensee et de la reine. 
Par la suite, il contribua aussi à faire condamner Struensee et son comparse, le comte Enevold Brandt, à être exécutés d'une manière qui, à l'époque même, fut tenue pour inutilement sanglante.

### Le premier ministre officieux du royaume
Après le coup d'État contre Struensee, son procès et son exécution, Guldberg accéda rapidement aux plus hautes fonctions. En 1774, il fut nommé secrétaire du cabinet privé du roi et, à partir de 1776, cumula ce poste avec celui de secrétaire d'État. Son pouvoir ne cessa de s'étendre, dans la mesure où il tranchait personnellement les dossiers en dehors du Conseil d'État. Il mit un terme au régime de liberté quasi illimitée de la presse qui avait eu cours sous Struensee: un édit du 20 octobre 1773 établit des sanctions sévères contre quiconque dépassait les bornes assignées en la matière.
Ses responsabilités gouvernementales ne le détournèrent pas totalement de la théologie. Avec Ludvig Harboe, évêque de Seeland, il corédigea une préface, datée du 20 juin 1778, à un Psautier ou recueil de psaumes anciens et nouveaux (Psalme-Bog eller En Samling af gamle og nye Psalme) paru en 1781 à Copenhague.
Estimant que le pouvoir devait revenir aux collèges plutôt qu'à un gouvernement de cabinet, le ministre des affaires étrangères, Andreas Peter Bernstorff, d'extraction allemande comme son oncle et prédécesseur Johann Hartwig Ernst von Bernstorff, combattit les principes politiques de Guldberg mais le nouvel homme fort du royaume réussit à l'évincer, en 1780, et gouverna dès lors le pays de manière quasi absolue, avec la bénédiction de la reine douairière Juliane Marie, tandis que le roi Christian VII avait sombré dans la folie.
Une fois parvenu au sommet de l'État, Guldberg travailla activement à établir une condition de nationalité (indfødsretten) pour la fonction publique. Instaurée le 15 janvier 1776, cette disposition prévoyait que les emplois publics devaient être réservés en priorité aux personnes nées dans le pays, c'est-à-dire dans le royaume dano-norvégien. C'est lui également qui fit du danois la langue administrative officielle de ce même État. La question nationale avait été une préoccupation de longue date pour Guldberg. On ne peut donc affirmer que la recherche de la popularité ait été sa principale motivation lorsqu'il établit l'obligation de nationalité, même si elle lui valut incidemment une grande faveur auprès de la population.
Anobli en 1777, Guldberg prit le nom de "Høegh-Guldberg", accolant le patronyme de son père à celui de sa mère. 
À la suite du décès ou du départ d'autres membres du gouvernement (H.C. Schimmelmann, Andreas Peter Bernstorff), il élargit son champ d'action, ce qui le rendit plus vulnérable aux critiques, qui visaient principalement sa politique économique et les problèmes de corruption. En effet, il ne prit pas conscience du problème de la paysannerie et abolit les réformes de Struensee. La fin de la guerre d'Indépendance américaine entraîna un retournement du cycle économique, et le déclin de sa popularité.

### La fin de carrière à Århus
Le 14 avril 1784, le prince héritier, le futur Frédéric VI, devait intégrer le Conseil d'État. Aussi Høegh-Guldberg décida-t-il de se faire nommer dans cette même instance, afin de conserver son pouvoir. En cheville avec Andreas Peter Bernstorff, le prince Frédéric avait cependant planifié, pour cette même journée, un coup de force. Il démit immédiatement Høegh-Guldberg de ses fonctions et le relégua loin de la capitale en le nommant administrateur (stiftamtmand) du diocèse d'Århus. Il remplit consciencieusement les devoirs de cette charge jusqu'à sa démission en 1802. En 1785, il fit draguer et réaménager le port de sa ville natale de Horsens, afin de le rendre à nouveau accessible à la navigation. Son nom a été donné à une rue de la ville d'Århus, la Høegh-Guldbergsgade, située à proximité du parc Vennelyst où est implantée l'université de la ville.

### La retraite dans le Jutland
Høegh-Guldberg passa ses dernières années dans son château de Hald, à Dollerup, près de Viborg, dans le centre du Jutland, dont il avait fait l'acquisition en 1798. Il y mourut, en 1808, et fut inhumé dans le cimetière paroissial du village de Finderup, à proximité de Dollerup. La pierre tombale originale en a disparu mais en 1885, un monument commémoratif y a été élevé à sa mémoire et à celle de son épouse, Lucie Emerenze Nørlem, décédée cinq mois avant lui, le 5 septembre 1807.

## Sources
- Ole Feldbæk, Gyldendal og Politikens Danmarkshistorie ("Histoire du Danemark de Gyldendal et Politiken", vol. 9, 2003 (en danois).
- Edvard Holm, Danmark-Norges Historie ("Histoire du Danemark et de la Norvège"), vol. V, éd. G.E.C. Gad, 1906 (en danois).
- J.O. Bro-Jørgensen (éd.), Ove Høegh Guldbergs og arveprins Frederiks brevveksling med Peter Christian Schumacher 1778-1807, ("La correspondance d'Ove Høegh Guldberg et du prince héréditaire Frédéric avec Peter Christian Schumacher 1778-1807"), Nyt Nordisk Forlag Arnold Busck, 1972,  (ISBN 87-17-01513-8) (en danois).